# Hugo Laitner
Hugo Laitner (10. února 1901 Kročehlavy – 1. ledna 1993 Kladno) byl československý hokejový útočník, spoluzakladatel kladenského hokeje v roce 1924, také kapitán, hrající trenér, fotbalový záložník SK Kladno a tenista, člen Síně slávy kladenského hokeje.

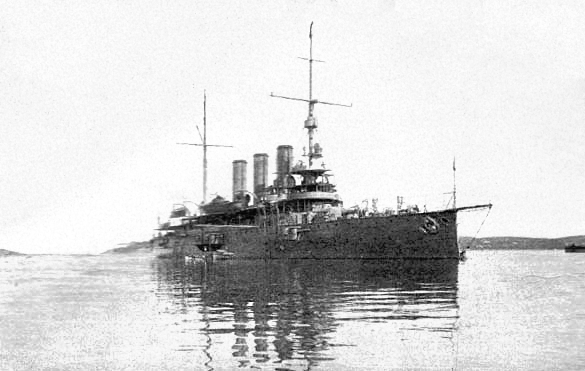
Křižník rakousko-uherského námořnictva SMS Sankt Georg na kterém sloužil Hugo Laitner

## Život
V první světové válce sloužil u rakousko-uherského námořnictva na křižníku Sankt Georg, mezi válkami pracoval v Poldovce. Byl zakládajícím členem a prvním kapitánem Hockeyového odboru SK Kladno (HOSK). Za Kladno hrál v letech 1924–1938, zároveň byl i trenérem a jednatelem. Jako první kladenský hokejista se dostal do výběru reprezentace Československa, nakonec ale za reprezentaci nehrál. Za Kladno odehrál 187 hokejových utkání, ve kterých dal 301 branek. Za fotbalové A-mužstvo SK Kladno odehrál v letech 1922 a 1924–1929 189 utkání. Za druhé světové války byl zatčen za odboj proti fašismu a vězněný v Terezíně a v koncentračním táboře Mauthausen.

### Prvoligová fotbalová bilance
| Ročník                                       | Zápasy | Góly | Klub      |
| -------------------------------------------- | ------ | ---- | --------- |
| Středočeská 1. liga 1925/26                  | 14     | 0    | SK Kladno |
| Kvalifikační soutěž Středočeské 1. ligy 1927 | -      | 0    | SK Kladno |
| Středočeská 1. liga 1927/28                  | -      | 0    | SK Kladno |
| Středočeská 1. liga 1928/29                  | -      | 0    | SK Kladno |
| 1. asociační liga 1929/30                    | -      | 0    | SK Kladno |
| CELKEM I. ČS. LIGA                           | -      | 0    |           |

## Ocenění
- Síň slávy kladenského hokeje[3]